# Fischersmühle (Steinwiesen)
Fischersmühle ist eine Wüstung auf dem Gemeindegebiet des Marktes Steinwiesen im Landkreis Kronach (Oberfranken, Bayern).

## Geographie
Die Einöde lag auf einer Höhe von 463 m ü. NHN an der Remschlitz und war allseits von Wald umgeben.

## Geschichte
Gegen Ende des 18. Jahrhunderts gehörte Fischersmühle zur Realgemeinde Neufang. Das Hochgericht übte das bambergische Centamt Kronach aus. Die Grundherrschaft über die Mahlmühle hatte das Kastenamt Kronach inne.
Mit dem Gemeindeedikt wurde Fischersmühle dem 1808 gebildeten Steuerdistrikt Neufang und der 1818 gebildeten Ruralgemeinde Neufang zugewiesen.

### Einwohnerentwicklung
| Jahr      | 001818 | 001861 | 001871 |
| Einwohner |        | 4      | 5      |
| Häuser    | 1      |        |        |
| Quelle    | [ 3 ]  | [ 5 ]  | [ 6 ]  |

## Religion
Der Ort war ursprünglich katholisch und nach St. Laurentius (Neufang) gepfarrt.

## Weblink
- Fischermühle in der Ortsdatenbank des bavarikon, abgerufen am 20. August 2021.